# Północno-wschodni region statystyczny
Północno-wschodni region statystyczny (mac. Североисточен плански регион) – jeden z ośmiu regionów statystycznych w Macedonii Północnej.
Powierzchnia regionu wynosi 2310 km², liczba ludności według spisu powszechnego z 2002 roku wynosiła 172 787 osób, zaś według szacunków w 2016 roku wynosiła 176 169 osób.
Region skopijski graniczy z Kosowem, Serbią, Bułgarią, regionem skopijskim oraz wschodnim.

## Gminy w regionie
- Kratowo
- Kriwa Pałanka
- Kumanowo
- Lipkowo
- Rankowce
- Staro Nagoriczane